# 맥도널드 형제
리처드 제임스 맥도널드(Richard James McDonald, 1909년 2월 16일 ~ 1998년 7월 14일), 또는 간단히 딕 맥도널드(Dick McDonald)와 그의 형 모리스 제임스 맥도널드(Maurice James McDonald, 1902년 11월 26일 ~ 1971년 12월 11일), 또는 간단히 맥 맥도널드(Mac McDonald)는 미국의 패스트푸드 개척자로, 맥도날드의 창시자이다. 캘리포니아주 샌버너디노 1938 노스 E 스트리트와 웨스트 14번가에 맥도날드를 개업하였다.

## 내력

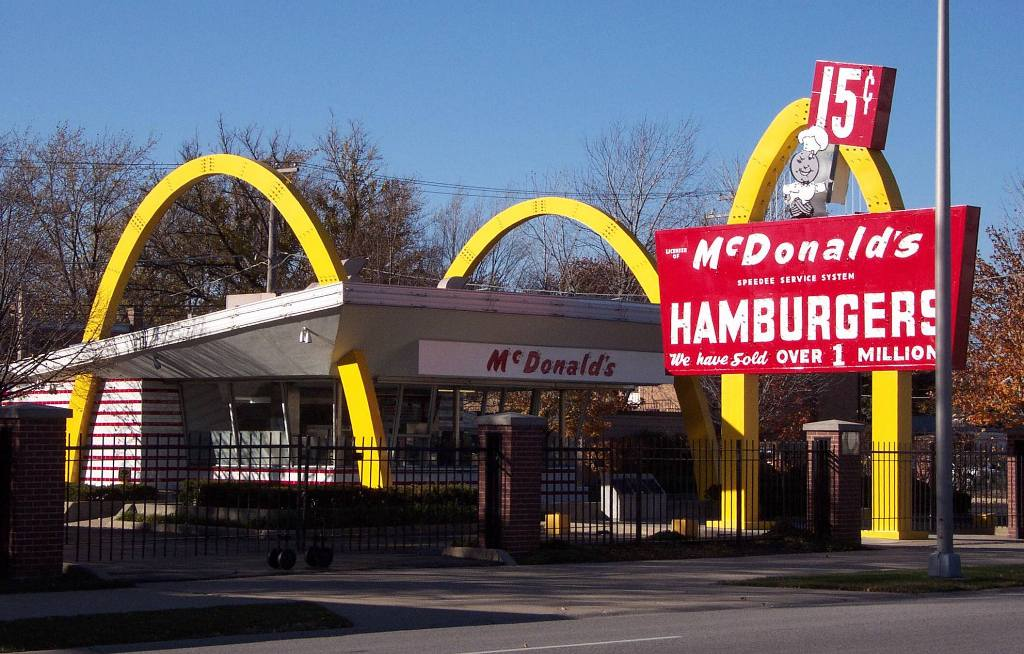
일리노이주 데스플레인스의 초기 맥도날드 매장의 모습. 현재 박물관으로 사용된다.

1937년에 미국 동부의 뉴햄프셔 주에서 이주해온 맥도널드 형제가 캘리포니아 패서디나에서 드라이브 인 레스토랑을 개점했다. 처음에는 핫도그 가게였다.
1948년에 폐점을 하고 빠른 서비스 시스템, 공장식 햄버거 제조 방법, 셀프 서비스 방식 등을 고안한 후 1948년 12월에 캘리포니아 샌버너디노에서 시작한 햄버거 드라이브 인 매장에서 다시 오픈하였다. 이것이 맥도날드의 원점이 되었다.
1954년 밀크 셰이크 제조 기계 판매 회사 사장의 레이 크로크를 만나 프랜차이즈화에 대해 제안을 받았다. 형제는 스스로 적극적으로 프랜차이즈를 전개할 생각이 없었기 때문에 크로크와 계약을 하여 프랜차이즈화 권한을 준다.
1961년 맥도날드의 미국 국내뿐만 아니라 해외에 점포 전개를 추진하여 크로크에게 경영권을 270만 달러에 매각하고 회사의 경영에서 손을 떼었다. 이후에도 회사의 친선 대사인 존재로 활동하고 있었다.

## 죽음
모리스 맥도널드는 1971년 12월 11일 캘리포니아주 리버사이드에서 심장마비로 사망하였다. 동생 리처드는 1998년 7월 14일 뉴햄프셔주 맨체스터에서 노환으로 사망하였다.
리처드의 아내 도로시는 이후에 사망하였다. 리처드와 도로시는 살아 생전 아들을 하나 낳았는데, 아들의 이름은 게일 프렌치(Gale French)이다.